# Synthèse de triazine de Bamberger
La synthèse de triazine de Bamberger en chimie organique est une méthode de synthèses classique des triazines, décrite la première fois par Eugen Bamberger en 1892.

Les réactifs de cette réaction sont d'une part un sel d'aryldiazonium obtenu par réaction de l'aniline ou de l'un de ses dérivés avec le nitrite de sodium et l'acide chlorhydrique, et d'autre part l'hydrazone de l'acide pyruvique. L'azo intermédiaire est converti en benzotriazine à la troisième étape par l'acide sulfurique dans l'acide acétique.